# Вид (лингвистика)
Вид, или аспе́кт, — грамматическая категория, выражающая то, как говорящий осмысливает протекание действия во времени (например, видит он действие как продолженное, одномоментное, постоянное и проч.). С точки зрения морфологии вид может быть как словоизменительной (как часто считается для русского и других славянских языков), так и словоклассифицирующей категорией. Во многих языках вид не имеет самостоятельного выражения: вместо этого определённые видовые значения связаны с разными временными формами.
Категория вида близка категории способа действия (Aktionsart, акциональности), связанной с тем, какая информация о способе протекания действия содержится в лексическом значении глагола (например, русские глаголы закричать, залаять имеют значение начинательного способа глагольного действия, глаголы поспать, почитать — ограничительного способа действия). Кроме того, могут быть значения результативности (результатив), делания чего-либо до конца, до завершения (комплетив), однократности, многократности (фреквентатив), привычности, традиционности состояния (хабитуалис), прерывистости, сопроводительности и др.)
Само слово «аспект» было введено в английский язык в XVIII веке в результате заимствования и перевода русского слова «вид» — view. После этого «вид» вернулся в русский язык в форме «аспекта».

## Вид в русском языке
В русском языке, как и во многих других славянских, вид является грамматической категорией: это значит, что каждый глагол охарактеризован как относящийся либо к совершенному, либо к несовершенному виду (за исключением небольшого числа двувидовых глаголов вроде «жениться», «обжаловать»). Кроме собственно аспектуальных значений, виды различаются и морфологически: присоединение одного и того же набора окончаний даёт будущее время в случае глаголов совершенного вида и настоящее — в случае несовершенного вида (будущее время которых образуется аналитической конструкцией с глаголом «быть»).
В русском языке существует множество видовых пар — пар глаголов, различия в значении которых обусловлены только различием видов данных глаголов. Для определения глаголов, составляющих видовую пару, иногда используется так называемый критерий Маслова (названный в честь предложившего его Ю. С. Маслова), связанный с возможностью замены одного глагола другим (например, при пересказе событий в настоящем времени).

### История развития категории вида в русском языке
Для древнерусского языка не обнаружено письменных свидетельств противопоставления глагольных форм времени и вида. То же верно в отношении других славянских и, шире, индоевропейских, языков. На основании этого полагают, что в праиндоевропейском языке так же не было противопоставления глагольных форм времени и вида. В таком случае, развитие систем времени и вида — более позднее и неоднородно развивавшееся явление. В отношении времени действие, выражаемое глаголом, приобретало дополнительную характеристику «когда?», а в формах вида — «как?». Косвенно эта гипотеза подтверждается неоднородностью развития системы времени и вида: в романских и германских языках преобладают временные оттенки глагольного действия или состояния, образована сложная система времён, но видовая система не получила развития. В славянских же языках системы времени и вида противопоставлены совершенно отчётливо.

#### Наследие видовой системы праиндоевропейского языка
Древнейшие видовые противопоставления, наследованные из праиндоевропейского языка, основаны на чередовании корневой гласной и описывают характер протекания действия: длительность-мгновенность, многократность-однократность, конкретность-абстрактность, направленность-ненаправленность, переход между состояниями. При этом долгие гласные выступали в глагольных основах, выражающих большую длительность или повторяемость действия, а краткие — в основах, выражающих краткость действия или его однократность (ср.: положити — полагати, точити — тачати и т. п.); в глаголах движения чередования гласных использовались при обозначении однонаправленного (определенного) и разнонаправленного (неопределенного) действия. Таковы отношения, например, между летѣти — лѣтати, нести — носити и подобные.
Предполагается, что в праиндоевропейском первично развились данная категория вида. Временные формы были позднее сформированы на их базе – образованы от основ различного вида. Именно оформление окончаний кладёт основу разграничения настоящего и прошедшего времени; так возникают временные формы настоящего времени, аориста, имперфекта, перфекта, плюсквамперфекта, структурно определённым образом оформленные. Развитие различия времен как средства выражения отношения действия к моменту речи способствовало тому, что в каждой временной категории стали совмещаться значения различного порядка: форма настоящего времени начала выражать не только длительность процесса, но и его одновременность с моментом речи, аорист — не только мгновенность, но и его предшествование моменту речи и т. д. Следует однако отметить, что не все временные формы праславянского языка восходят к формам праиндоевропейского языка.

#### Видообразующие средства праславянского языка
Структурным средством для выражения видовых различий служили ещё показатели глагольных классов праславянского языка, которые некогда были живыми суффиксами, объединявшими глаголы, выражающие подобные другу другу действия. Так, например, показатель [j] III класса, как видно, выражал длительное, ничем не ограниченное действие, что сохранилось в русских бесприставочных глаголах типа знаю, хочу, пишу. В группе глаголов II класса глагольный показатель [n] обозначал два различных в видовом отношении способа действия: постепенный переход из одного состояния в другое (вянуть, сохнуть, чахнуть) и единичное мгновенное действие (толкнуть, пихнуть, стукнуть).
Подобную же роль в прошлом играли и инфиксы, выступавшие у славян в немногих глаголах I класса, выражающих начинательное значение. Таков инфикс [n] в лягу, сяду, буду (из *lengom, *sendom, *bondom). Эти формы обозначали начало некоего состояния

#### Развитие новой видовой системы в славянских языках
С появлением временных форм старые видовые различия стираются, но в праславянском развиваются новые в связи с возникновением приставочного словообразования. Первоначально приставки, сочетаясь с глаголом, не вносили нового видового значения, а служили лишь средством образования от данных глаголов новых слов с иным лексическим значением. Сначала приставки отражают пространственные отношения, но затем возникают новые, в том числе, временные.
Первоначально приставочные предельные глаголы (т. е. обозначающие действие, достигающее своего предела) совмещали в себе и значение процесса действия, направленного на достижение результата, и значение достижения самого результата. Разграничение было произведено по древней модели, разделявшей глаголы определённого и неопределённого действия, использовавшей разные ступени чередования гласной корня (letěti — lětati), например, для глагола sъbьrati возникла парная форма sъbirati. Основы последнего типа занимают нишу процессных глаголов, сужая таким образом сферу употребления основы изначально общего вида до обозначения достижения предела действия. Далее в это противопоставление втягиваются прочие, не только предельные глаголы, по мере того как расширяются смысловые значения основ: глаголы несовершенного вида начинают иметь более общее значение обозначения действия без указания на его целостность; с другой стороны, глаголы совершенного вида вместо узкого значения результативности получают более широкое значение обозначения неделимости, целостности действия. Таким образом для приставочных глаголов формируется современная категория совершенного/несовершенного вида.

#### Характеристика видовой системы древнерусского языка
Ко времени складывания исходной системы древнерусского языка в нём уже было сформировано противопоставление приставочных глаголов по совершенному-несовершенному виду. Ведущим выступал несовершенный вид, получаемый с помощью ряда средств: унаследованных от праславянского языка (таковы, например, были суффиксы [-j-] (налити — налиꙗти), [-ва-] (въздати — въздавати), [-ja-] (възвысити — възвышати < *vъzvy-s-ja-ti), а также праиндоевропейских чередований корневых гласных типа о // а (побороти — побарати), е // ě (плести— плѣтати) и т. п.
Система средств имперфектизации была неупорядоченной, поэтому имелась вариативность несовершенных форм: налити — налиꙗти, наливати; навести — наводити, навожати; догънати — догонити, догонꙗти; выдати — выдаꙗти, выдавати; въпустити — въпускати, въпущати и т. п.
Эти, ещё новые, средства выражения вида были ещё неустоявшимися, неупорядоченными. Так, во фразе «по Оцѣ… где вътечеть в Волгу» (Повесть временных лет) форма «вътечеть» означает «впадает», а не «впадёт». Во фразе «законъ имутъ отецъ своихъ… ни кърасти, ни окълеветати, ли убити, ли зъло деѧти» в одном ряду стоят глаголы, по нормам современного языка одни из которых выражают действия совершенного, а другие — несовершенного вида.
Подобно соответствию видовых основ глагольным формам времени в праиндоевропейском языке, в древнерусском для приставочных глаголов наблюдается связь аориста с совершенным видом, имперфекта — с несовершенным: поставити (сов. в.) — поставиша (аорист), поставляти (несов. в.) — поставляху (имперфект); погрести (сов. в.) — погребоша (аорист), погрѣбати (несов. в.) — погрѣбяху (имперфект). Что касается настоящего времени, его формы исходно были синкретичны (совмещались со значением будущего), однако с развитием видового противопоставления формы глаголов несов. вида приобрели значение актуального или абстрактного настоящего времени, а формы глаголов сов. вида — значение (совершенного) будущего.
Бесприставочные же глаголы, ещё не втянутые в видовую корреляцию, ещё долгое время сохраняли синкретичную форму настоящего II будущего времени, значение которой определялось контекстом, а в прошедшем времени имели как формы аориста, так и формы имперфекта.
По-видимому, в связи с тем что в славянских диалектах сов. вид лишь постепенно развивался из общего вида, в древних памятниках наблюдается несоответствие временной формы и видового значения глагола, Так, например, формы аориста могут оказаться образованными от глаголов несов. вида: живе, ходи (Лавр. лет.), ѣхашa в тферь (Новг. лет.), а формы имперфекта — от глаголов сов. вида: умряше, поставяху, сожьжаху (Лавр. лет.).
В XII веке оформляется новый суффикс -ива- (-ыва-), ставший наиболее продуктивным средством имперфективации, что способствовало его распространению не только в приставочных (напр., умыкиваху — Лавр. лет., приставливати — Новг. гр. XIV—XV вв., посвѣчивая — Слово о полку Игореве, конец XII в.), но позже и в бесприставочных глаголах (напр., купливал, кашивал), для которых он стал средством образования многократных глаголов (см. фреквентатив).

#### Дальнейшее развитие видовой системы русского языка
Суффикс имперфективации -ива- (-ыва-) оказывается применим к бесприставочным глаголам. Впоследствии, к XVIII— нач. XIX в. в литературном языке подобные формы от бесприставочных глаголов получат новый оттенок значения давнопрошедшего времени. Именно так они воспринимаются, например, у Пушкина: Здесь барин сиживал один, здесь с ним зимой обедывал покойный Ленский («Евгений Онегин»).
В результате бесприставочные глаголы также будут втянуты в видовое противопоставление как образование несовершенного вида, и к XVII в. категория вида глагола приобретёт то состояние, какое обнаруживается в современном языке: каждый глагол относится к совершенному или несовершенному виду (за исключением немногих так называемых двувидовых глаголов), и от каждого глагола несовершенного вида с помощью приставки может быть образован глагол совершенного вида (за исключением глаголов разнонаправленного движения и многократных).
Установление перфекта как единственной формы прош. времени с общим значением предшествования действия моменту речи привело к тому, что обозначение характера протекания действия во времени было переведено в синтаксический план. Связь формы времени с видом глагола, какая была у аориста и имперфекта, перестала существовать, ибо причастие на -л- образовывалось от любой глагольной основы. Иначе говоря, новая форма прошедшего времени стала свободно образовываться от обоих членов видовой корреляции.
Последним моментом в становлении современных видо-временных отношений явилось развитие особой сложной формы будущего времени буду + инфинитив несов. вида. В этой форме буду однозначно указывает на вид инфинитива (ибо буду не может быть отнесено к завершённому действию).